# 谷本進治
谷本 進治（たにもと しんじ、1957年5月24日 - ）は、日本の技術者。日本製鉄代表取締役副社長や、九州経済連合会副会長、鐵鋼スラグ協会会長などを歴任した。日本鉄鋼協会技術功績賞服部賞受賞。

## 人物・経歴
広島県出身。1982年上智大学大学院理工学研究科機械工学専攻修了、新日本製鐵入社。
ソルネット代表取締役社長などを経て、新日鐵住金常務執行役員八幡製鐵所所長を務め、2014年には進藤孝生代表取締役社長とともに、安倍晋三内閣総理大臣を、八幡製鉄所内の明治日本の産業革命遺産 製鉄・製鋼、造船、石炭産業構成資産に案内するなどした。九州経済連合会副会長、九州経済連合会資源エネルギー・環境委員会委員長、海上保安友の会七管支部会長、福岡県地域エネルギー政策研究会委員なども兼務。
2015年新日鐵住金常務執行役員設備・保全技術センター所長。同年新日鐵住金常務取締役設備・保全技術センター所長。2017年新日鐵住金常務取締役。「鉄鋼素材圧延に関する圧延設備技術の進歩・発展」により平成29年度日本鉄鋼協会技術功績賞服部賞受賞。
2018年新日鐵住金代表取締役副社長。2019年日本製鉄代表取締役副社長グローバル事業推進本部インド一貫製鉄プロジェクトサブリーダー。同年、モニュメント寄贈のため九州大学伊都キャンパスを訪れ、久保千春総長からのお礼を受けるなどした。2021年日鉄テクノロジー代表取締役社長。
この間、鐵鋼スラグ協会会長、福岡水素エネルギー戦略会議会長、鋼管杭・鋼矢板技術協会会長、発明協会理事、リサイクルポート推進協議会副会長、日本エネルギー経済研究所評議員等も歴任した。